# Sepsisoma goldschmidti
Sepsisoma goldschmidti är en tvåvingeart som beskrevs av Lindner 1930. Sepsisoma goldschmidti ingår i släktet Sepsisoma och familjen Richardiidae.
Artens utbredningsområde är Bolivia. Inga underarter finns listade i Catalogue of Life.